# ر. جاي رينولدز جونيور
ر. جاي رينولدز جونيور (بالإنجليزية: R. J. Reynolds, Jr.)‏ هو شخصية أعمال أمريكي، ولد في 4 أبريل 1906، وتوفي في 14 ديسمبر 1964.